# Iphiaulax megaptera
Iphiaulax megaptera är en stekelart som beskrevs av Cameron 1887. Iphiaulax megaptera ingår i släktet Iphiaulax och familjen bracksteklar. Inga underarter finns listade i Catalogue of Life.